# Velma Orlikow
Velma Orlikow foi paciente de Ewen Cameron no Instituto Allan Memorial, em Montreal, Canada, onde a CIA (Agência Central Americana de Inteligência) conduziu os notórios experimentos de Lavagem Cerebral do MKULTRA com fundos direcionados através da Fundação Rockefeller.
Velma era casada com David Orlikow, membro do Congresso Canadense (Canadian House of Commons). Ele foi o representante de Winnipeg de 1962 a 1988 como membro do Novo Partido Democrático (New Democratic Party) Canadense.

## Experimentos
Após buscar ajuda para sintomas amenos de depressão, Velma foi involuntariamente drogada com doses altas de LSD e submetida a fitas gravadas de lavagem cerebral. Juntamente com outros oito pacientes de Ewen Cameron, ela moveu uma ação na Justiça contra a CIA.

## Ação Judicial Contra a CIA
Em 1979, Orlokow contactou o escritório de advogacia de Joseph Rauh e Jim Turner após ler uma notícia publicada no Jornal New York Times sobre o envolvimento do médico Ewen Cameron nos experimentos da CIA, feitos com financiamneto da Fundação Rockefeller dirigidos ao Memorial Hospital em Montreal, no Canadá.
O artigo publicado em 2 de Agosto de 1977, escrito por Nicholas Horrock, intitulava-se "Instituições Privadas Utilizadas pela CIA em Pesquisas de Lavagem Cerebral" se referia ao trabalho de John Marks que coletou documentos das atividades da CIA através de FOIA, chamado Freedom of Information Act (em Português "Lei da Livre Informação"). O artigo foi então utilizado para mover a ação que tomou o nome de "Caso Orlikow, et al. versus United States". Mais vítimas canadenses se juntaram a causa e ela passou a incluir Jean-Charles Page, Robert Logie, Rita Zimmerman, Louis Weinstein, Janine Huard, Lyvia Stadler, Mary Morrow, e Florence Langleben. A CIA fez um acordo com estas vítimas em 1988. Velma faleceu em 1990.
No fim de sua vida, David Orlikow encourajou os outros membros de seu partido a continuar a luta buscando indenização para as vítimas do Allan Institute e para suas famílas.